# Neuer Jüdischer Friedhof (Gütersloh)
Der Neue Jüdische Friedhof ist ein jüdischer Friedhof in der ostwestfälischen Kreisstadt Gütersloh, Nordrhein-Westfalen. Der Friedhof an der Böhmerstraße löste 1866 den Alten Jüdischen Friedhof an der Straße nach Herzebrock ab. Das jüngste Grab des Neuen Jüdischen Friedhofs datiert von 1946. Der Friedhof wurde 1988 mit der Nummer A 051 in die Liste der Baudenkmäler in Gütersloh aufgenommen.

## Der Alte Jüdische Friedhof

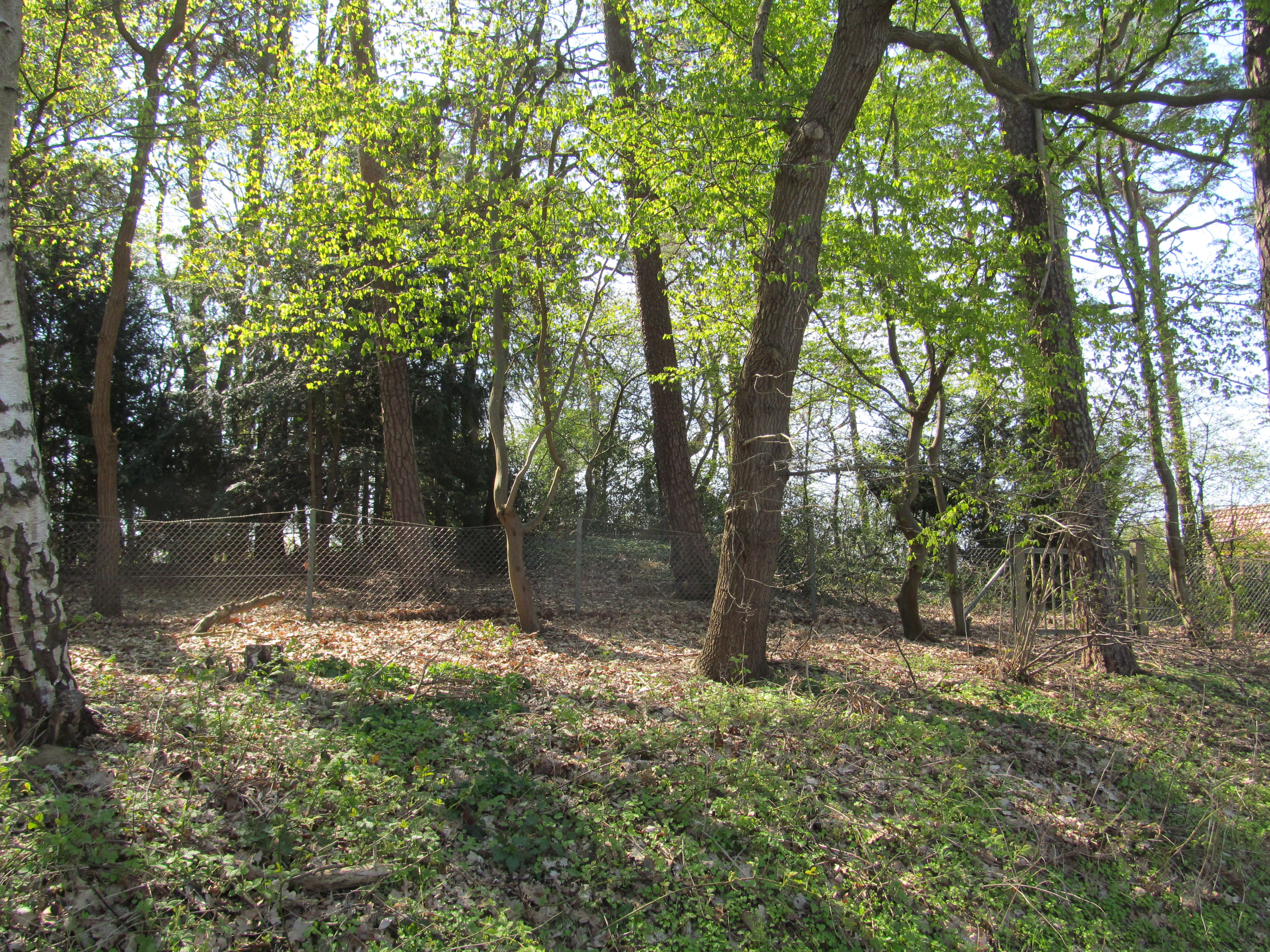
Der Alte Jüdische Friedhof an der Herzebrocker Straße

Seit 1565 lebten Juden in Gütersloh, das damals zur Herrschaft Rheda gehörte. 1712 wandten sich einige von ihnen mit der Bitte um eine eigene Begräbnisstätte an Gräfin Christi(a)ne Marie. Bis dahin war jüdischen Familien die Mitnutzung des Rhedaer Friedhofes gestattet worden.
Es dauerte jedoch bis 1722, bis dem Wunsch entsprochen wurde. Der Friedhof in Rheda war mittlerweile überbelegt. Als ein weibliches Mitglied der Gütersloher Gemeinde starb und wegen der Belegungssituation nicht bestattet werden konnte, verfasste die damals aus mindestens zehn Familien bestehende Gemeinde eine Bittschrift an die Gräfin. Diese ließ ein unfruchtbares, sandiges und von Fichten bewachsenes Grundstück nahe der Neuen Mühle (heute gegenüber dem Johannisfriedhof) als Grabstätte ausweisen, das fortan im Volksmund „Judenbrink“ genannt wurde (Lage). „Brink“ ist in Ostwestfalen die Bezeichnung für einen Hügel. Bis 1890 zahlte die Gemeinde einen Pachtzins für die Nutzung des Grundstückes, bevor dieses in Gemeindebesitz überging.
Vom Alten Jüdischen Friedhof sind noch zehn, zum Teil allerdings stark verwitterte Grabsteine erhalten. Sie erinnern – soweit die Inschriften noch lesbar sind – an Gütersloher Juden, die nach 1855 verstarben. Das Flurstück ist seit 1988 mit der Nummer A 178 als Baudenkmal ausgewiesen.

## Anlage und Nutzung des Neuen Friedhofs
1867 waren 75 der 4.104 Gütersloher Bürger jüdischen Glaubens. Nachdem der Alte Friedhof belegt war, wurde die Anlage einer neuen Begräbnisstätte geplant. Da die alte, damals noch sehr viel mehr als heute, weit vor der Stadt lag, wünschten sich die Gemeindemitglieder dabei einen leichter zu erreichenden Friedhof.
Unter dem Gemeindevorsitzenden Josef Herzberg wurde 1866 auf einem freien Feld abseits der Böhmerstraße auf dem Gebiet der Bauerschaft Pavenstädt, aber in der Nähe zur Gütersloher Kernstadt, die nun „Neuer Friedhof“ genannte Begräbnisstätte angelegt. Später wurde diese mit einer Mauer eingefasst und ein schmiedeeisernes Tor zur Straßenseite aufgestellt. Der Zugang von der Straße bis zu den Gräbern wurde alleeartig mit Akazien und Eichen bepflanzt.
Die ersten Gräber wurden 1866 für Viktor Ising und Julius Langbein angelegt. Die letzte Bestattung der Gemeinde fand 1941 statt, als der 85-jährige Joseph Meinberg zu Grabe getragen wurde.
Die jüngsten Grabstätten sind jedoch zwei Kindergräber von 1946. Bestattet wurden dort Mordchai Ioine Kuperszmit und Szmul Elia Kringiel, zwei Söhne von polnischen Zwangsarbeiterinnen, die kurz vor Kriegsende am 1. April 1945 auf dem Transport von einem Außenlager des KZ Buchenwald in Lippstadt (Außenkommando I bei den LEM Lippstädter Eisen- und Metallwerken) ins KZ Bergen-Belsen bei Kaunitz durch amerikanische Soldaten befreit worden waren und danach noch mehrere Jahre im Amt Verl lebten. Mordchai Ioine wurde fünf Monate, Szmul Elia nur sechs Tage alt.

## Der Neue Friedhof heute
Auf dem Neuen Jüdischen Friedhof sind 66 Grabstätten erhalten, an denen zum Teil zusätzliche Gedenksteine an den Holocaust erinnern. 1933 wohnten 58 Juden in Gütersloh, 27 davon wurden in Konzentrationslagern umgebracht. Nach der nationalsozialistischen Ausgrenzung und Vernichtung der jüdischen Gemeinde im Jahr 1943 entstand in Gütersloh keine neue Gemeinde mehr. Betreut wird die Friedhofsanlage daher von der Stadt Gütersloh unter Mitwirkung des Landesverbandes der jüdischen Gemeinden in Dortmund.
Die meisten Grabsteine sind aus Sandstein und beidseitig mit Inschriften versehen: in Richtung Osten, nach Jerusalem, in hebräischer, auf der anderen Seite in lateinischer Schrift. Die Grabstellen sind mit Efeu bedeckt. Neben den üblichen Grabsteinsymbolen ist die Häufung des Schmetterling-Symbols (zum Teil kombiniert mit einer Raupe) erwähnenswert, das sich auf zwölf Grabsteinen findet und für die Unsterblichkeit und Auferstehung der Seele steht.
Der Friedhof liegt heute inmitten eines Wohngebietes. Er ist öffentlich nicht zugänglich, kann aber im Rahmen von Führungen besucht werden. Bei einer solchen Führung sind auch nichtjüdische Männer angehalten, aus Respekt vor den Toten eine Kopfbedeckung (Kippa oder Hut) zu tragen.